# Sytuacja prawna i społeczna osób LGBT na Litwie

Tęczowa flaga – symbol społeczności LGBT

Tęczowa flaga w kształcie Litwy

## Prawo a dyskryminacja osób homoseksualnych
Penalizacja kontaktów homoseksualnych na Litwie została zniesiona w 1993 roku. W 2004 zrównano ze sobą wiek osób legalnie dopuszczających się kontaktów homo- i heteroseksualnych, wynosi on 14 lat. Geje nie są wykluczeni ze służby wojskowej z powodu swojej orientacji seksualnej.
W czerwcu 2009 Sejm przyjął przy sprzeciwie 3 posłów ustawę o zakazie promocji homoseksualizmu, która określiła homoseksualizm jako patologię, uznając tego typu zachowania za szkodliwe dla Litwy. Według nowego prawa każda informacja publiczna będąca reklamą takich relacji będzie uznana za wywierającą negatywny wpływ na zdrowie psychiczne, rozwój fizyczny, intelektualny i moralny nieletnich. Nowe prawo nie przewiduje żadnych sankcji dla tych, którzy będą je łamać. Ustawa spotkała się z szeroką krytyką środowisk broniących praw człowieka oraz działaczy LGBT jako dyskryminująca ze względu na orientację seksualną i tym samym naruszająca Europejską Konwencję Praw Człowieka, Kartę Praw Podstawowych oraz Powszechną Deklarację Praw Człowieka. Ostatecznie prezydent Adamkus nie podpisał uchwalonej przez Sejm ustawy, ale Parlament odrzucił weto prezydenta. W grudniu 2009 r. z ustawy zostały wykreślone zapisy dotyczące propagowania homoseksualizmu.

## Ochrona prawna przed dyskryminacją
Litewskie prawo gwarantuje ogólny zakaz dyskryminacji przez wzgląd na orientację seksualną. Został on zawarty w kodeksie karnym i obejmuje różne dziedziny życia, w tym miejsce pracy. Przepisy te obowiązują w kraju od 2003.
W 2005 znowelizowano kodeks karny wprowadzając Artykuł 170, według którego za wyszydzanie, pogarda, wzniecanie nienawiści oraz inicjowanie dyskryminacji wobec grupy lub jej członków z powodu orientacji seksualnej grozi kara do 3 lat pozbawienia wolności.

## Uznanie związków osób tej samej płci
W litewskim ustawodawstwie nie istnieje żadna prawna forma uznania związków jednopłciowych.
W kwietniu 2025 roku litewski Sąd Konstytucyjny orzekł, że prawo obowiązujące w kodeksie cywilnym określające możliwość zawarcia partnerstwa wyłącznie przez pary różnej płci jest niezgodne z konstytucją i zasadą równości oraz braku dyskryminacji, zobowiązując parlament do stworzenia ustawy umożliwiającej parom osób tej samej płci zawieranie związków z mocą prawną.

## Życie osóbLGBTw kraju
Jak podaje raport LGL z 2002, akceptacja Litwinów wobec homoseksualizmu jest jedną z najniższych w Europie, choć wzrasta (z 1.4 w 1991 roku do 1.9 w 2000 roku w skali dziesięciopunktowej). Raport podaje, iż uprzedzenia do gejów i lesbijek są ekstremalnie silne pośród starszych, katolickich mieszkańców Litwy.
Według badań wykonanych przez Litewską Ligę Gejów (Lietuvos gėjų lyga), litewską organizację LGBT, 68% Litwinów woli mieszkać koło dilera narkotyków niż geja. Według sondażu Eurobarometr wykonanego na zlecenie UE w 2006 17% Litwinów popiera zalegalizowanie małżeństw homoseksualnych, a 12% nadanie praw adopcyjnych dla osób tej samej płci.
Problemem są homofobiczne poglądy i wypowiedzi niektórych polityków – według danych włoskiego dziennika La Repubblica na 140 posłów zasiadających w litewskim parlamencie 100 przyznało, iż uważa homoseksualizm za „perwersję”.
W 2007 odbyła się coroczna konferencja Międzynarodowego Stowarzyszenia Gejów i Lesbijek (ILGA).
W 2007 kierowcy trolejbusów kursujących po Kownie zaprotestowali przeciwko umieszczeniu na ich pojazdach napisów promujących tolerancję wobec gejów i lesbijek: „Gej może służyć w policji” i „Lesbijka może uczyć w szkole”. Organizowania w Wilnie analogicznej oraz innych kampanii zachęcających do otwartości wobec homoseksualistów zabronił mer miasta.
W 2007 z powodu gróźb pod adresem uczestników władze Wilna odwołały manifestację będącą częścią kampanii pod hasłem „O różnorodność – przeciwko dyskryminacji”, organizowanej we współpracy z Unią Europejską i promującej tolerancję wobec mniejszości, w tym seksualnych.